# 選叙令
選叙令（せんじょりょう）は、令の篇目の1つ。養老令では第12番目に位置しており、全38条からなる。大宝令では選任令と称されていた。
唐の選挙令を継承したもので、飛鳥浄御原令の考仕令が大宝令で考仕令と選任令とに分かれたものである。「選」とは才能を選出して官職に任命することで、「叙」は考を数えて位階を叙することである。
官位を授与する際のもろもろの規定を収載し、考課令と合わせて官人の人事制度を規定したものである。叙位の年間の日程・手続きを定め、位階においては、内･外五位以上に叙する「勅授」、内八位･外七位以上に叙する「奏授」、外八位および内･外初位に叙する「判授」を区別し、官職においては、大納言以上などの中核的な官僚を任命する「勅任」のほかに、「奏任」、「判任」、「判補」の4段階に区分されていた。そのほか、成選の年限および進階法、秀才・明経・進士・明法などの各科の官吏登用試験の制度と合格者の叙位、蔭位の制などを制定する。任官に関しては、官人の兼官や致仕（辞職）、散位などや、郡司、国博士、帳内・資人などの任命に関する人事細則が見られる。